# Габишево
Габишево (тат. Гәбиш) — село в Лаишевском районе Татарстана. Единственный населённый пункт Габишевского сельского поселения.

## География
Находится на северо-западе района в пригородной зоне Казани, в 14 км к юго-западу от южного конца проспекта Победы и в 7-8 км от Волги.
С севера к селу примыкает село Песчаные Ковали, через него проходят автодороги: на северо-запад — в Казань, на восток — в Столбище, аэропорт, к автодороге Р239.
С запада село ограничено автодорогой к деревне Орёл, с востока — цепочкой озёр, среди которых озеро Моховое — памятник природы регионального значения.
Новое строительство (расширение) ведётся в южном и юго-западном направлениях.

## Население
Численность населения — 4249 человек (2021 г.).
| 2002  | 2012  | 2013  | 2014  | 2015  | 2016  | 2017  |
| ----- | ----- | ----- | ----- | ----- | ----- | ----- |
| 2486  | ↗2567 | ↗2635 | ↗2687 | ↗2745 | ↗2802 | ↗2859 |
| 2021  |       |       |       |       |       |       |
| ↗4249 |       |       |       |       |       |       |

Национальный состав (2010): татары — 56,6 %, русские — 36,1 %, чуваши — 5,0 %.

## Инфраструктура
Имеются средняя общеобразовательная школа, детский сад, культурно-спортивный центр, амбулатория, отделение сбербанка, почтовое отделение, мечеть.

## Транспорт

### Автобус
До села ходит пригородный автобус № 103 («метро Проспект Победы» — «Габишево/Чистое озеро»).
Прямые пригородные автобусные маршруты из Казани начали ходить в Габишево в начале 1990-х годов — это были маршруты № 104 и № 106; первый был упразднён в 1990-е годы, а второй перенумерован в № 306 и упразднён после 2007 года.

## История
Основано в 1979 году как посёлок для работников строящейся птицефабрики «Юбилейная», зарегистрировано как населённый пункт в 1986 году.
Названо в честь Ивана Яковлевича Габышева, одного из 26-и бакинских комиссаров, уроженца Лаишевского уезда.